# Peyrestortes
Peyrestortes (på Catalansk: Paretstortes) er en by og kommune i departementet Pyrénées-Orientales i Sydfrankrig.

## Geografi
Peyrestortes ligger på Roussillon-sletten 9 km nord for Perpignan. Nærmeste byer er mod nord Rivesaltes (3 km), mod syd Saint-Estève (7 km) og mod vest Baixas (4 km).

## Demografi

### Udvikling i folketal
| 1962                                                              | 1968 | 1975 | 1982 | 1990  | 1999  | 2007  | 2013  | 2017  |
| ----------------------------------------------------------------- | ---- | ---- | ---- | ----- | ----- | ----- | ----- | ----- |
| 565                                                               | 632  | 692  | 865  | 1.286 | 1.430 | 1.364 | 1.382 | 1.427 |
| Tal fra og med 1962 er uden dobbelttælling (sans doubles comptes) |      |      |      |       |       |       |       |       |